# Hängning, dragning och fyrdelning

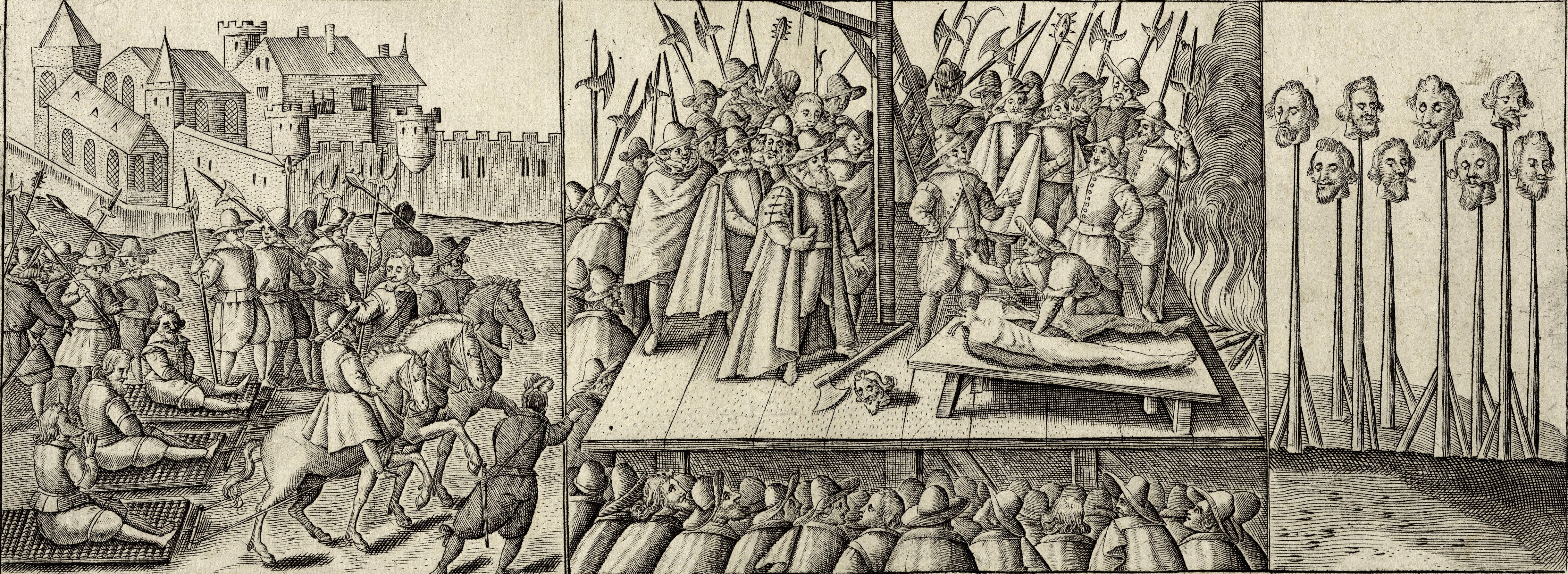
Krutkonspiratörerna avrättas genom hängning, dragning och fyrdelning.

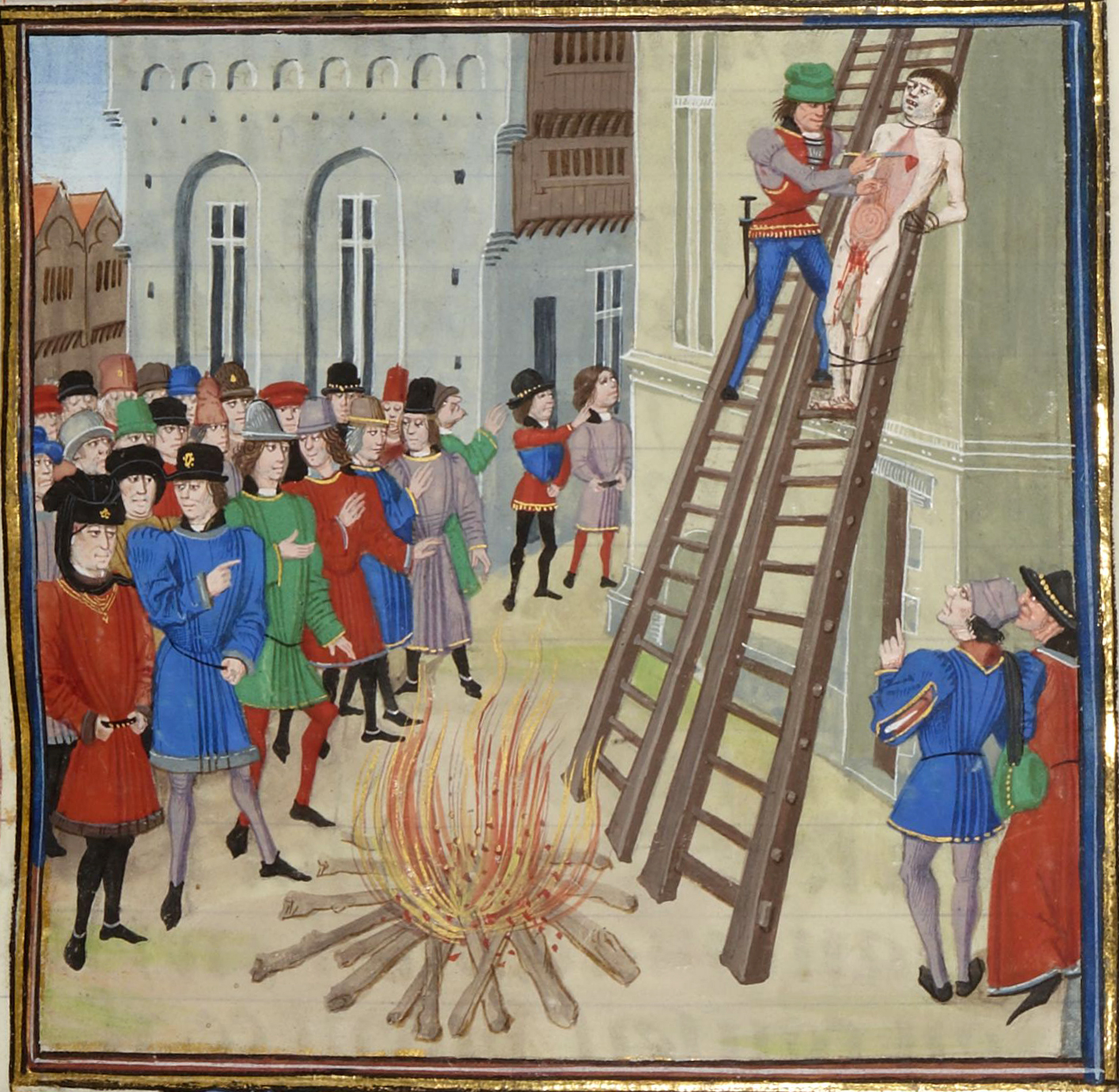
Avrättningen av Hugh Despenser den yngre, från ett manuskript av Jean Froissart.

Hängning, dragning och fyrdelning (alternativt hängning, urtagning och fyrdelning, hängning, dragning och kvartering eller hängning, uppsprättning och styckning) var en engelsk avrättningsmetod som användes som straff för förräderi. Det användes först under Henrik III under avrättningen av piraten William Maurice 1241, och infördes som ett standardstraff för förräderi år 1351. 
De mest kända offren för metoden är William Wallace 1305 och Guy Fawkes 1606 (Fawkes begick självmord genom att hoppa från galgen med snaran om halsen, och var därmed död när resten av straffet verkställdes), båda för högförräderi i samband med skotska frihetskriget respektive krutkonspirationen. 
Straffet upphörde att användas de facto efter ärorika revolutionen 1688, efter vilket straffet (utom hängningen eller halshuggningen) utfördes postumt. I fallet hängning tilläts alltså den dömde att hänga tills döden inträtt innan han skars ned. Hängning, dragning och fyrdelning var reserverat för män - kvinnor dömda för högförräderi blev antingen halshuggna eller brända (utom på Isle of Man, där emellertid ingen högförräderidom mot en kvinna någonsin utdömdes). 
Halshuggning avskaffades genom en straffrättsreform av Edward Heaths kabinett år 1973, och 1998 avskaffades dödsstraff genom hängning för förräderi i Storbritannien genom Criminal Justice Act of 1998, initierad av premiärministern Tony Blair.

## Genomförande
Den sista praktiska tillämpningen ägde rum under 1680-talet, men fram till 1870 (då det formellt ersattes av hängning eller, på monarkens inrådan, halshuggning) dömdes förrädare formellt till att genomgå följande moment:
1. Dras till avrättningsplatsen på en träram (ena möjliga betydelsen av dragning).
2. Hängas men plockas ner innan döden inträffade (hängning).
3. Få könsdelarna avskurna, inälvorna utdragna, och se dessa brännas (uppsprättning, och också andra möjliga betydelsen av dragning.  I engelskan används det ofta i kokböcker för att beskriva urtagning av kyckling eller kanin före tillagning).[4]
4. Bli halshuggen varefter kroppen styckas i fyra delar (fyrdelning), vilka vid vissa tillfällen sändes till rikets fyra hörn, medan huvudet placerades till allmän beskådan.